# Валентин Афонин
Валентин Афонин (на руски: Валентин Афонин) е руски съветски футболист и треньор. Почетен майстор на спорта на СССР (1970).

## Кариера
Известен е с играта си за СКА Ростов и ЦСКА Москва.
Играч на националния отбор на СССР. Като част от националния отбор на СССР, той заема четвърто място на Световното първенство през 1966 г.
След края на кариерата си, Афонин става треньор. Старши треньор на ГСВГ (1975-1979), СКА-Енергия Хабаровск (1982-1983).
От 2001 г. е директор на детската школа „Приалит“ в Москва, региона на Ретов.

## Отличия

### Отборни
ЦСКА Москва
- Съветска Висша лига: 1970